# Rhizoplacopsidaceae
Rhizoplacopsidaceae är en familj av lavar. Rhizoplacopsidaceae ingår i ordningen Umbilicariales, klassen Lecanoromycetes, divisionen sporsäcksvampar och riket svampar.
| Rhizoplacopsidaceae | \| \| Rhizoplacopsis \| \| \| \| |
|                     | \| \| Rhizoplacopsis \| \| \| \| |
|                     | Umbilicariaceae                  |
|                     |                                  |
|                     | Ophioparmaceae                   |
|                     |                                  |
|                     | Fuscideaceae                     |
|                     |                                  |
|                     | Elixiaceae                       |
|                     |                                  |
|                     | Rhizoplacopsis                   |
|                     |                                  |

|  | Rhizoplacopsis |
|  |                |